# 比尔哈基姆站
比尔哈基姆站（法語：Bir-Hakeim）是法國巴黎地鐵的一個車站，服務巴黎地鐵6號線，位於巴黎15區。比亞凱姆站地處塞納河左岸，靠近比尔哈基姆橋。站名和橋名都是為了紀念二戰中的比尔哈基姆戰役。比尔哈基姆站開業於1906年4月24日。該站靠近埃菲爾鐵塔。

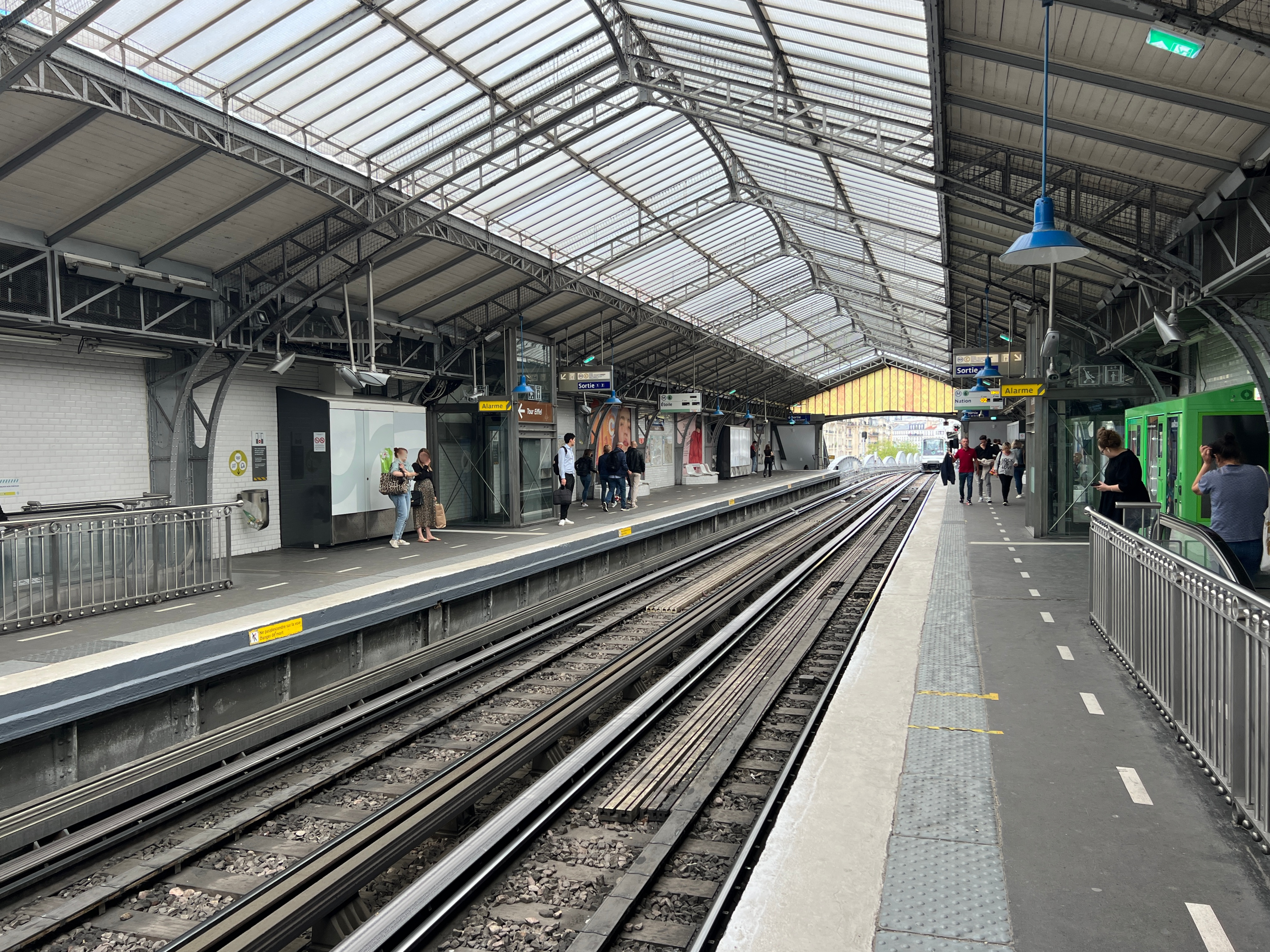
月台 (2022年7月)

## 車站結構
| 月台層 | 側式月台，右側開門 | 側式月台，右側開門         |
| 月台層 | 往夏爾·戴高樂-星形 | 往夏爾·戴高樂-星形（帕西） |
| 月台層 | 往民族             | 往民族（杜布雷）           |
| 月台層 | 側式月台，右側開門 |                            |
| 1F     | 月台連接夾層       |                            |
| 街道層 |                    |                            |